# Salgó-Weisz Károly
Salgó-Weisz Károly (Nyitraújlak, 1876. október 11. – ?) főszerkesztő, laptulajdonos.

## Élete
Apósa Pretzelmayer Adolf szeredi kereskedő volt. Lánya Miklóssy Manfrédné Lily.
Nyitrán tanult, majd Budapesten kezdte újságírói munkásságát. Később édesapja nyitrai hetilapjánál dolgozott. 1902-ben megalapította a magyar-német-szlovák Közvélemény című szeredi hetilapot, mely a magyarosodás ügyét is szolgálta. A helyi politikai élet szidása miatt, többször keveredett sajtóharcba és rágalmazási perekbe. A Nagyszombati Hírlapba is írt.
1913-ig a Lőwy Antal féle Felsőmagyarországi Hírlapkiadó Vállalat központi szerkesztőségének tagja volt. 1913-ban a rövid életű Napló főszerkesztője.
1918-1919-ben a nyitrai Uránia mozi engedélyese. 1924-ben feltörték lakását és nagy értékű lopást hajtottak végre.
Később az Országos Zsidó Párt befolyása alatt álló, a csehszlovák államfordulat utáni, 1936-ig (?) megjelenő Nyitrai Lapok szabadelvű politikai hetilap egyik szerkesztője, illetve a Film Revue és az Igazság szerkesztője is volt.
1926-ban a Csehszlovákiai Magyar Újságírók Szindikátusának rendes tagja, majd ellenőre.

## Művei
- Visszaemlékezés (1936 körül)[11]